# High Off Life
High Off Life è l'ottavo album in studio del rapper statunitense Future, pubblicato il 15 maggio 2020.

## Tracce
1. Trapped in the Sun – 3:21
2. HiTek Tek – 3:02
3. Touch the Sky – 2:24
4. Solitaires (featuring Travis Scott) – 3:25
5. Ridin Strikers – 3:45
6. One of My – 2:22
7. Posted with Demons – 3:09
8. Hard to Choose One – 3:13
9. Trillionaire (featuring YoungBoy Never Broke Again) – 2:47
10. Harlem Shake (featuring Young Thug) – 2:28
11. Up the River – 3:09
12. Pray for a Key – 2:53
13. Too Comfortable – 3:56
14. All Bad (featuring Lil Uzi Vert) – 3:27
15. Outer Space Bih – 2:55
16. Accepting My Flaws – 4:19
17. Life Is Good (featuring Drake) – 3:57
18. Last Name (featuring Lil Durk) – 3:28
19. Tycoon – 3:21
20. 100 Shooters (featuring Meek Mill & Doe Boy) – 3:28
21. Life Is Good (Remix) (featuring Drake, DaBaby & Lil Baby) – 5:14